# Albert Leiterer
Albert Leiterer, född 8 februari 1902 i Borna, död 3 januari 1985 i Konstanz, var en tysk promoverad jurist och SS-Obersturmbannführer. Han var chef för Gestapo i Magdeburg och verksam inom Reichssicherheitshauptamt (RSHA), Nazitysklands säkerhetsministerium.

## Biografi
Leiterer studerade rättsvetenskap vid Leipzigs universitet och avlade juris doktorsexamen 1932 efter att ha lagt fram avhandlingen Die Vollstreckbarkeit der Schiedssprüche. Han var därefter verksam som rätts- och regeringsassessor i Sachsen.
Från mars 1936 till september 1941 var Leiterer chef för Gestapo i Magdeburg. Som chef lät han sina underordnade i huvudsak bevaka och förfölja medlemmar ur KPD, SPD och Sozialistische Arbeiterpartei Deutschlands, men även Reichsbanner, Alldeutscher Verband och Jehovas Vittnen utsattes för repressiva åtgärder. Från 1941 till andra världskrigets slut tjänstgjorde Leiterer vid Reichssicherheitshauptamt samt inom Sachsens förvaltning.
Vid krigsslutet greps Leiterer och hamnade i ett brittiskt interneringsläger i Staumühle. År 1949 ställdes han inför en domstol i Bielefeld, åtalad för sin verksamhet som Gestapo-chef i Magdeburg, och frikändes. Under 1950-talets andra hälft var Leiterer domare vid Schleswig-Holsteins förvaltningsrätt.